# Тео
Юри Вашчук, известен със сценичното си име Тео (стилизирано: ТЕО), е беларуски композитор, аранжор и певец, избран да представи страната си на песенния фестивал „Евровизия 2014“.
Занимава се с музика от 4-годишен, като първият му инструмент е акордеонът (баян). Побеждава в конкурса „Пралескі“, участва и в телевизионния проект „Зорная ростань“. Професионалното си музикално образование получава в Гродно, където завършва колеж по музика и изкуства. През 2000 година е поканен на работа в Националния академичен концертен оркестър на Беларус, чийто ръководител е Михаил Финберг. През 2008 година завършва Беларуския държавен университет по култура и изкуства.
Сътрудничи на много беларуски и чуждестранни изпълнители. Съавтор е на музиката към два руски филма. Получава награда на Националните музикални награди на Беларус.
През 2014 година печели националната селекция за „Евровизия“ с песента „Cheesecake“ и това му носи правото да бъде беларуският представител на фестивала.